# Operation Tiberius
Operation Tiberius war eine interne Untersuchung der britischen Metropolitan Police aus dem Jahre 2002, die 2014 der Zeitung The Independent geleaked wurde. Es kam heraus, dass kriminelle Organisationen freimaurerische Verbindungen nutzten, um korrupte Polizisten zu rekrutieren.

## Details
Der als geheim gekennzeichnete Bericht stellte fest, dass aktive Beamte, die Mitglieder der Freimaurerei waren, versuchten über anderen polizeiliche Mitarbeiter, die ebenfalls Freimaurer waren, herauszufinden, welche Kriminalbeamten verdächtigt wurden, Verbindungen zur organisierten Kriminalität zu haben, um diese zu rekrutieren. Nach Angaben des Berichts gibt es seit langem einige Freimaurer, die im britischen Strafrechtssystem arbeiten, insbesondere in der Justiz und der Polizei, die mit Freimaurerbrüdern aus der kriminellen Szene gegen dieses System arbeiten.
Laut dem Zeitungsbericht tun das politische Establishment und ein Großteil der Medien solche Ideen oft als das Werk von Verschwörungstheoretikern ab. Operation Tiberius war jedoch bereits der 2. Geheimbericht der Polizei, den die Zeitung veröffentlichte, um das mögliche Problem hervorzuheben. Project Riverside, ein Bericht aus dem Jahr 2008, behauptete ebenfalls, Kriminelle versuchten, Polizisten durch Mitglieder der Freimaurer zu bestechen, um ihre eigenen Interessen durchzusetzen.
Bedenken über den Einfluss der Freimaurer auf das Strafrechtssystem veranlassten den ehemaligen Innenminister Jack Straw 1998 dazu, anzuordnen, dass alle Polizisten und Richter ihre Mitgliedschaft in der Organisation erklären sollten. 10 der 43 britischen Polizeikräfte weigerten sich jedoch, daran teilzunehmen, und die Regelung wurde unter Androhung rechtlicher Schritte fallengelassen.